# Сима Марковић (војвода)
Сима Марковић (Велики Борак, 1768 — Београд, 22. март 1817) био је српски кнез, оберкнез и војвода из Првог српског устанка. Био је истакнути државник, члан и предсједник Правитељствујушчег совјета сербског (председник постао на Велику Госпојину 1805. године).

## Биографија
Кнез београдске нахије постаје 1793. године. Учесник је Кочине крајине. О угледу који је кнез Сима Марковић уживао међу народом сведочи и податак да јет оком Сече кнезова било планирано и његово убиство. Турци су поручили кнезу Сими да их сачека код куће, али је момак у служби кнеза Симе, преносећи турску поруку додао да је чуо за убиство кнеза Станоја из села Зеоке. Захваљујући овоме, кнез Сима је успео да побегне.
У Првом српском устанку предводи војску на Иванковцу, Мишару, Делиграду, у ослобађању Смедерева и Чокешини. Војска Кнеза Симе Марковића прва улази у Београдску варош 13. децембра 1806. приликом ослобађања Београда од Турака, прошавши кроз Варош-капију. Током велике устаничке акције 1809. године кнез сима је водио онај део српске војске који је прешао Дрину и започео ослобађање Босне, али се та војска морала вратити након пораза другог дела устаника на Каменици.
Попечитељ народне касе, односно први министар финансија постао је 1811. године. Поред тога, ишао је као изасланик вожда Карађорђа у Букурешт 1809. године и у Петроград 1811-1812. године, када се у више наврата сусрео и са руским царем Александром I. Након пропасти Првог српског устанка 1813. године прешао је у Срем. Одатле је био послат у Марбург, али се потом вратио у Срем. У јуну 1815. године је ишао у Беч како би руском цару предао српске молбенице, након чега је дошао у Србију.
Након извесног времена кнез Сима је почео добијати писма од оних устаничких првака који су претходно напустили Србију са Карађорђем, а потом су му се обратили и кметови из околних села, наговарајући га да позову Карађорђа из Русије и поново отпочну борбе са Турцима. Иако су Турци затворили кнеза Симу сазнавши за ово, он је ипак био ослобођен. Међутим, Сима Марковић је са Павлом Цукићем 1817. године подигао устанак против кнеза Милоша Обреновића, али је устанак угушен. Кнеза Симу Марковића ухватио је и погубио на Калемегдану београдски Марашли Али-паша, на Младенце 9. марта (по старом календару).
По њему се зову улице у Београду, Смедереву и Крагујевцу и улица која води ка његовом родном месту, као и основна школа у Барајеву. У Великом Борку се већ више од 4 деценије, крајем месеца августа, организују „Дани кнеза Симе Марковића“.